# Giuseppe Ennio Odino
Giuseppe Ennio Odino (Gavi, 8 giugno 1924 – Bruxelles, 13 dicembre 2014) è stato un partigiano e ciclista su strada italiano.

## Biografia
Di famiglia antifascista - il padre Agostino fu costretto a fuggire dall'Italia per le persecuzioni fasciste e conobbe il figlio solo a 4 anni -, già da giovane si impegnò nell'opposizione al regime mussoliniano facendo parte della Resistenza quale vicecomandante della III Brigata Garibaldi Liguria, specialmente attiva nelle montagne appenniniche fra Liguria e Piemonte.
Arrestato il 7 aprile 1944 con altre 75 persone nel corso del rastrellamento delle forze nazifasciste iniziato due giorni prima, fu portato alla cascina detta Benedicta, antico convento monastico, in seguito trasformata in sacrario, e qui fucilato, in quella che sarà ricordata come Strage della Benedicta. Riuscì però a sottrarsi al massacro benché ferito e tentò la fuga, che durò però soltanto qualche giorno. Nuovamente catturato, il partigiano "Crik" fu deportato nel lager nazista di Mauthausen-Gusen, dove gli fu assegnato il numero 63783 e aderì alla resistenza interna del campo, organizzando sabotaggi alla catena di produzione dei carrelli degli aerei per conto della Messerschmitt AG, fino a partecipare alla liberazione del campo, che avvenne ai primi di maggio del 1945.

### Dopoguerra
Rientrato in Italia, tornò alla vecchia passione per la bicicletta, diventando amico e segretario di Fausto Coppi e partecipando a molte competizioni, tra cui il Giro di Lombardia del 1951 e la Milano-Sanremo del 1952.
Il suo impegno antifascista proseguì anche nel dopoguerra, organizzando e partecipando a un gran numero di iniziative (specialmente rivolte alle nuove generazioni) per testimoniare i valori della Resistenza e della solidarietà umana. Emigrato in Belgio e stabilitosi a Bruxelles per seguire Suzanne Mercier, sua moglie dal 1958, fu uno dei primi funzionari italiani della Commissione delle Comunità Europee.
Nel suo impegno per la comunità italiana emigrata fu Presidente del Comitato Assistenza Scolastica Italiana, e Presidente sino alla morte dell'Associazione Nazionale Partigiani d'Italia (ANPI) in Belgio, così come Presidente dell'Associazione Internazionale dei Funzionari Europei Resistenti, Deportati e Internati, e responsabile per il Belgio dell'Associazione Combattenti e Reduci.
All'inizio del 2008 fu pubblicato il suo libro "La mia corsa a tappe (Nº 63783 a Mauthausen)", con l'appoggio dell'Associazione Memoria della Benedicta (Le Mani, Genova), nel quale, secondo le sue parole nell'introduzione, Ennio Odino, dopo più di sessant'anni, fissa per la prima volta su carta la sua testimonianza, "soprattutto per i giovani d'oggi... affinché prendano coscienza di ciò che avvenne allora e sappiano che la voglia di sopraffazione e di dittatura è sempre viva in una parte della nostra società".
È morto a Bruxelles il 13 dicembre 2014 all'età di 90 anni.
Attualmente le sue ceneri riposano nel cimitero comunale di Tagliolo Monferrato, paese che gli concesse la cittadinanza onoraria.